# Epamera kelle
Epamera kelle är en fjärilsart som beskrevs av Henry Stempffer 1967. Epamera kelle ingår i släktet Epamera och familjen juvelvingar. Inga underarter finns listade i Catalogue of Life.